# Партия в шахматы во дворце Фосс в Берлине
«Партия в шахматы во дворце Фосс в Берлине» (нем. Schachpartie im Palais Voss zu Berlin) — картина Иоганна Эрдмана Хуммеля, запечатлевшая выдающихся деятелей позднего немецкого Просвещения в помещении шадовского шахматного клуба.

## История картины и её судьба
Предполагается, что «Партия в шахматы во дворце Фосс в Берлине» выполнена в 1818 или 1819 году. Принято считать, что картина была заказана Вильгельминой Прусской, дочерью короля Пруссии Фридриха Вильгельма II и его второй законной супруги Фридерики Луизы Гессен-Дармштадтской. Вильгельмина Прусская вышла замуж за своего кузена Виллема, короля Нидерландов. Уезжая в Нидерланды, в память о своём общении с интеллектуальной элитой на родине она и заказала это полотно. В настоящее время этот вариант картины представлен в Старой национальной галерее в Берлине. Существуют и две другие версии картины, созданные художником: 1) по размеру значительно большая картина (117 х 141 см), хранящаяся в Ганновере, в Галерее Нижней Саксонии, созданная в 1845 году; эта картина не выставляется в постоянной экспозиции из-за плохого состояния красочного слоя; 2) ещё одна версия находится в Трире в частной коллекции, эта версия недоступна для искусствоведов.
Эскиз к картине (37 х 43) находится в Берлинском гравюрном кабинете. Ещё один рисунок, предположительно связанный с картиной, хранится в Дрездене.
В 2003 году картина привлекла внимание к забытому шахматному клубу, изображённому на ней. В Берлинской художественной библиотеке в Культурфоруме состоялась крупная выставка «Первый шахматный клуб Германии» (Erster Schachklub Deutschlands), посвящённая шахматному клубу Шадова и его истории, где картина была главным экспонатом.

## Сюжет картины
|   | a | b | c | d | e | f | g | h |   |
| - | --- | --- | --- | --- | --- | --- | --- | --- | - |
| 8 | e8 белый король · f7 чёрная ладья · g7 чёрный ферзь · a6 чёрная пешка · c6 белый конь · a5 чёрный король · b5 чёрная ладья · h4 белая ладья | e8 белый король · f7 чёрная ладья · g7 чёрный ферзь · a6 чёрная пешка · c6 белый конь · a5 чёрный король · b5 чёрная ладья · h4 белая ладья | e8 белый король · f7 чёрная ладья · g7 чёрный ферзь · a6 чёрная пешка · c6 белый конь · a5 чёрный король · b5 чёрная ладья · h4 белая ладья | e8 белый король · f7 чёрная ладья · g7 чёрный ферзь · a6 чёрная пешка · c6 белый конь · a5 чёрный король · b5 чёрная ладья · h4 белая ладья | e8 белый король · f7 чёрная ладья · g7 чёрный ферзь · a6 чёрная пешка · c6 белый конь · a5 чёрный король · b5 чёрная ладья · h4 белая ладья | e8 белый король · f7 чёрная ладья · g7 чёрный ферзь · a6 чёрная пешка · c6 белый конь · a5 чёрный король · b5 чёрная ладья · h4 белая ладья | e8 белый король · f7 чёрная ладья · g7 чёрный ферзь · a6 чёрная пешка · c6 белый конь · a5 чёрный король · b5 чёрная ладья · h4 белая ладья | e8 белый король · f7 чёрная ладья · g7 чёрный ферзь · a6 чёрная пешка · c6 белый конь · a5 чёрный король · b5 чёрная ладья · h4 белая ладья | 8 |
| 7 | e8 белый король · f7 чёрная ладья · g7 чёрный ферзь · a6 чёрная пешка · c6 белый конь · a5 чёрный король · b5 чёрная ладья · h4 белая ладья | e8 белый король · f7 чёрная ладья · g7 чёрный ферзь · a6 чёрная пешка · c6 белый конь · a5 чёрный король · b5 чёрная ладья · h4 белая ладья | e8 белый король · f7 чёрная ладья · g7 чёрный ферзь · a6 чёрная пешка · c6 белый конь · a5 чёрный король · b5 чёрная ладья · h4 белая ладья | e8 белый король · f7 чёрная ладья · g7 чёрный ферзь · a6 чёрная пешка · c6 белый конь · a5 чёрный король · b5 чёрная ладья · h4 белая ладья | e8 белый король · f7 чёрная ладья · g7 чёрный ферзь · a6 чёрная пешка · c6 белый конь · a5 чёрный король · b5 чёрная ладья · h4 белая ладья | e8 белый король · f7 чёрная ладья · g7 чёрный ферзь · a6 чёрная пешка · c6 белый конь · a5 чёрный король · b5 чёрная ладья · h4 белая ладья | e8 белый король · f7 чёрная ладья · g7 чёрный ферзь · a6 чёрная пешка · c6 белый конь · a5 чёрный король · b5 чёрная ладья · h4 белая ладья | e8 белый король · f7 чёрная ладья · g7 чёрный ферзь · a6 чёрная пешка · c6 белый конь · a5 чёрный король · b5 чёрная ладья · h4 белая ладья | 7 |
| 6 | e8 белый король · f7 чёрная ладья · g7 чёрный ферзь · a6 чёрная пешка · c6 белый конь · a5 чёрный король · b5 чёрная ладья · h4 белая ладья | e8 белый король · f7 чёрная ладья · g7 чёрный ферзь · a6 чёрная пешка · c6 белый конь · a5 чёрный король · b5 чёрная ладья · h4 белая ладья | e8 белый король · f7 чёрная ладья · g7 чёрный ферзь · a6 чёрная пешка · c6 белый конь · a5 чёрный король · b5 чёрная ладья · h4 белая ладья | e8 белый король · f7 чёрная ладья · g7 чёрный ферзь · a6 чёрная пешка · c6 белый конь · a5 чёрный король · b5 чёрная ладья · h4 белая ладья | e8 белый король · f7 чёрная ладья · g7 чёрный ферзь · a6 чёрная пешка · c6 белый конь · a5 чёрный король · b5 чёрная ладья · h4 белая ладья | e8 белый король · f7 чёрная ладья · g7 чёрный ферзь · a6 чёрная пешка · c6 белый конь · a5 чёрный король · b5 чёрная ладья · h4 белая ладья | e8 белый король · f7 чёрная ладья · g7 чёрный ферзь · a6 чёрная пешка · c6 белый конь · a5 чёрный король · b5 чёрная ладья · h4 белая ладья | e8 белый король · f7 чёрная ладья · g7 чёрный ферзь · a6 чёрная пешка · c6 белый конь · a5 чёрный король · b5 чёрная ладья · h4 белая ладья | 6 |
| 5 | e8 белый король · f7 чёрная ладья · g7 чёрный ферзь · a6 чёрная пешка · c6 белый конь · a5 чёрный король · b5 чёрная ладья · h4 белая ладья | e8 белый король · f7 чёрная ладья · g7 чёрный ферзь · a6 чёрная пешка · c6 белый конь · a5 чёрный король · b5 чёрная ладья · h4 белая ладья | e8 белый король · f7 чёрная ладья · g7 чёрный ферзь · a6 чёрная пешка · c6 белый конь · a5 чёрный король · b5 чёрная ладья · h4 белая ладья | e8 белый король · f7 чёрная ладья · g7 чёрный ферзь · a6 чёрная пешка · c6 белый конь · a5 чёрный король · b5 чёрная ладья · h4 белая ладья | e8 белый король · f7 чёрная ладья · g7 чёрный ферзь · a6 чёрная пешка · c6 белый конь · a5 чёрный король · b5 чёрная ладья · h4 белая ладья | e8 белый король · f7 чёрная ладья · g7 чёрный ферзь · a6 чёрная пешка · c6 белый конь · a5 чёрный король · b5 чёрная ладья · h4 белая ладья | e8 белый король · f7 чёрная ладья · g7 чёрный ферзь · a6 чёрная пешка · c6 белый конь · a5 чёрный король · b5 чёрная ладья · h4 белая ладья | e8 белый король · f7 чёрная ладья · g7 чёрный ферзь · a6 чёрная пешка · c6 белый конь · a5 чёрный король · b5 чёрная ладья · h4 белая ладья | 5 |
| 4 | e8 белый король · f7 чёрная ладья · g7 чёрный ферзь · a6 чёрная пешка · c6 белый конь · a5 чёрный король · b5 чёрная ладья · h4 белая ладья | e8 белый король · f7 чёрная ладья · g7 чёрный ферзь · a6 чёрная пешка · c6 белый конь · a5 чёрный король · b5 чёрная ладья · h4 белая ладья | e8 белый король · f7 чёрная ладья · g7 чёрный ферзь · a6 чёрная пешка · c6 белый конь · a5 чёрный король · b5 чёрная ладья · h4 белая ладья | e8 белый король · f7 чёрная ладья · g7 чёрный ферзь · a6 чёрная пешка · c6 белый конь · a5 чёрный король · b5 чёрная ладья · h4 белая ладья | e8 белый король · f7 чёрная ладья · g7 чёрный ферзь · a6 чёрная пешка · c6 белый конь · a5 чёрный король · b5 чёрная ладья · h4 белая ладья | e8 белый король · f7 чёрная ладья · g7 чёрный ферзь · a6 чёрная пешка · c6 белый конь · a5 чёрный король · b5 чёрная ладья · h4 белая ладья | e8 белый король · f7 чёрная ладья · g7 чёрный ферзь · a6 чёрная пешка · c6 белый конь · a5 чёрный король · b5 чёрная ладья · h4 белая ладья | e8 белый король · f7 чёрная ладья · g7 чёрный ферзь · a6 чёрная пешка · c6 белый конь · a5 чёрный король · b5 чёрная ладья · h4 белая ладья | 4 |
| 3 | e8 белый король · f7 чёрная ладья · g7 чёрный ферзь · a6 чёрная пешка · c6 белый конь · a5 чёрный король · b5 чёрная ладья · h4 белая ладья | e8 белый король · f7 чёрная ладья · g7 чёрный ферзь · a6 чёрная пешка · c6 белый конь · a5 чёрный король · b5 чёрная ладья · h4 белая ладья | e8 белый король · f7 чёрная ладья · g7 чёрный ферзь · a6 чёрная пешка · c6 белый конь · a5 чёрный король · b5 чёрная ладья · h4 белая ладья | e8 белый король · f7 чёрная ладья · g7 чёрный ферзь · a6 чёрная пешка · c6 белый конь · a5 чёрный король · b5 чёрная ладья · h4 белая ладья | e8 белый король · f7 чёрная ладья · g7 чёрный ферзь · a6 чёрная пешка · c6 белый конь · a5 чёрный король · b5 чёрная ладья · h4 белая ладья | e8 белый король · f7 чёрная ладья · g7 чёрный ферзь · a6 чёрная пешка · c6 белый конь · a5 чёрный король · b5 чёрная ладья · h4 белая ладья | e8 белый король · f7 чёрная ладья · g7 чёрный ферзь · a6 чёрная пешка · c6 белый конь · a5 чёрный король · b5 чёрная ладья · h4 белая ладья | e8 белый король · f7 чёрная ладья · g7 чёрный ферзь · a6 чёрная пешка · c6 белый конь · a5 чёрный король · b5 чёрная ладья · h4 белая ладья | 3 |
| 2 | e8 белый король · f7 чёрная ладья · g7 чёрный ферзь · a6 чёрная пешка · c6 белый конь · a5 чёрный король · b5 чёрная ладья · h4 белая ладья | e8 белый король · f7 чёрная ладья · g7 чёрный ферзь · a6 чёрная пешка · c6 белый конь · a5 чёрный король · b5 чёрная ладья · h4 белая ладья | e8 белый король · f7 чёрная ладья · g7 чёрный ферзь · a6 чёрная пешка · c6 белый конь · a5 чёрный король · b5 чёрная ладья · h4 белая ладья | e8 белый король · f7 чёрная ладья · g7 чёрный ферзь · a6 чёрная пешка · c6 белый конь · a5 чёрный король · b5 чёрная ладья · h4 белая ладья | e8 белый король · f7 чёрная ладья · g7 чёрный ферзь · a6 чёрная пешка · c6 белый конь · a5 чёрный король · b5 чёрная ладья · h4 белая ладья | e8 белый король · f7 чёрная ладья · g7 чёрный ферзь · a6 чёрная пешка · c6 белый конь · a5 чёрный король · b5 чёрная ладья · h4 белая ладья | e8 белый король · f7 чёрная ладья · g7 чёрный ферзь · a6 чёрная пешка · c6 белый конь · a5 чёрный король · b5 чёрная ладья · h4 белая ладья | e8 белый король · f7 чёрная ладья · g7 чёрный ферзь · a6 чёрная пешка · c6 белый конь · a5 чёрный король · b5 чёрная ладья · h4 белая ладья | 2 |
| 1 | e8 белый король · f7 чёрная ладья · g7 чёрный ферзь · a6 чёрная пешка · c6 белый конь · a5 чёрный король · b5 чёрная ладья · h4 белая ладья | e8 белый король · f7 чёрная ладья · g7 чёрный ферзь · a6 чёрная пешка · c6 белый конь · a5 чёрный король · b5 чёрная ладья · h4 белая ладья | e8 белый король · f7 чёрная ладья · g7 чёрный ферзь · a6 чёрная пешка · c6 белый конь · a5 чёрный король · b5 чёрная ладья · h4 белая ладья | e8 белый король · f7 чёрная ладья · g7 чёрный ферзь · a6 чёрная пешка · c6 белый конь · a5 чёрный король · b5 чёрная ладья · h4 белая ладья | e8 белый король · f7 чёрная ладья · g7 чёрный ферзь · a6 чёрная пешка · c6 белый конь · a5 чёрный король · b5 чёрная ладья · h4 белая ладья | e8 белый король · f7 чёрная ладья · g7 чёрный ферзь · a6 чёрная пешка · c6 белый конь · a5 чёрный король · b5 чёрная ладья · h4 белая ладья | e8 белый король · f7 чёрная ладья · g7 чёрный ферзь · a6 чёрная пешка · c6 белый конь · a5 чёрный король · b5 чёрная ладья · h4 белая ладья | e8 белый король · f7 чёрная ладья · g7 чёрный ферзь · a6 чёрная пешка · c6 белый конь · a5 чёрный король · b5 чёрная ладья · h4 белая ладья | 1 |
|   | a | b | c | d | e | f | g | h |   |

Картина Иоганна Эрдмана Хуммеля представляет сцену из повседневной жизни шахматного клуба на Вильгельмштрассе. Местом проведения является дворец Фоссов, где собирался шахматный клуб Шадова. На картине изображены его члены.
Слева направо показаны:
- берлинский архитектор Ганс Кристиан Дженелли[нем.] (1763—1823, у зеркала с глиняной трубкой в руке);
- археолог Алоис Людвиг Хирт (1759—1837, академик), с художником они были двадцать лет друзьями и временами вместе работали; именно он сидит за доской и держит в руке чёрную фигуру;
- Густав Адольф Вильгельм фон Ингенгейм (1789—1855, сын прусского короля Фридриха Вильгельма II и его морганатической супруги графини Юлии фон Фосс;
- у окна на заднем плане находится автор картины — сам художник Хуммель;
- немецкий художник-портретист Фридрих Бури (1763—1823), с которым у Хуммеля завязалась после пребывания в Риме тесная дружба; предполагается, что он должен быть партнёром Алоиса Хирта, однако ни одной белой фигуры на доске нет;
- граф Фридрих Вильгельм фон Бранденбург (1792—1850, единокровный брат Густава Адольфа Вильгельма фон Ингенгейма, сын прусского короля Фридриха Вильгельма II и его морганатической супруги графини Софии Юлианы Фридерики фон Денгоф), премьер-министр Пруссии в 1848—1850 годах и генерал от кавалерии;
- на стене над шахматистами висит картина Фридриха Бури «Портрет художника-пейзажиста Януса Дженелли» (нем. Bildnis des Landschaftsmalers Janus Genelli, 1761—1813). Брат архитектора Ганса Кристиана Дженелли, изображённого на картине, умер за несколько лет до создания картины Хуммеля, портрет кисти Бури в настоящее время хранится в фондах Национальной галереи Берлина.

## Художественные особенности картины
Считается, что в основе картины лежит не конкретное историческое событие, а собирательный образ посетителей клуба и типичное проведение времени в нём. Автора больше волновали художественные эффекты и демонстрация своего технического мастерства, чем достоверность.
«Партия в шахматы во дворце Фосс в Берлине» — это ранний пример комбинированного изображения отражений в зеркале, теней и освещения из различных источников света внутри и снаружи помещения (свечи на столе и их отражения в окне, лампа на шкафу, а также их отражения в зеркале, луна за окном). Эта картина относится в творчестве художника к переходному периоду от классицизма к бидермейеру как к ответвлению романтизма. В то же время она демонстрирует тесную связь Хуммеля с придворной традицией живописи. «Партия в шахматы» внешне задумана как произведение голландской традиции, но скрывает большой интеллектуальный потенциал.

## Место действия картины
Берлинский шахматный клуб был первым известным немецким шахматным клубом. Он существовал в 1803—1847 годах, часто назывался «Шадовским шахматным клубом» в честь скульптора Иоганна Готфрида Шадова, учредителя и председателя клуба. Первоначально он включал до 34 членов, но в 1805 году их было уже 139.
В уставе ассоциации было 70 пунктов. В качестве единственной цели было определено «играть в шахматы или смотреть эту игру». Среди членов клуба были: придворный врач прусского короля Кристоф Вильгельм Гуфеланд, астроном Иоганн Франц Энке, философ, переводчик и библиотекарь Самуэль Генрих Шпикер, еврейский педагог и философ Лацарус Бендавид, прусский офицер и изобретатель Георг Леопольд фон Рейсвиц. Время от времени в клубе бывали Франц Брентано, Ахим фон Арним и Август Вильгельм Шлегель.
Членами клуба были в основном представители позднего Просвещения, они действовали в духе терпимости и свободы мысли, игру в шахматы воспринимали как разновидность рациональной практики. Желающих вступить в клуб обязывали предоставить рекомендации от двух членов клуба, а также занимать уважаемое положение в обществе. Военнослужащие не могли претендовать на полноценное членство в клубе, но имели статус гостей. Шахматы были единственной лицензированной игрой в клубе, но не единственным видом деятельности в нём. В клубе существовала справочная библиотека с шахматной литературой, подборка газет по подписке; была возможность обмениваться мнениями о науке и искусстве, литературе и политике.
В 1840-х годах число членов клуба резко сократилось. В 1847 году шадовский шахматный клуб был распущен.

## Позиция на доске
На двух разных версиях картины изображены на доске разные позиции. Позиция на картине в Ганновере без труда реконструируется и свидетельствует о невысоком уровне играющих её шахматистов. Положение белых безнадёжно, но они продолжают игру. На шахматной доске картины из Берлина изображена только одна фигура в руке персонажа, все остальные фигуры сняты с доски и лежат рядом с ней.

## Галерея

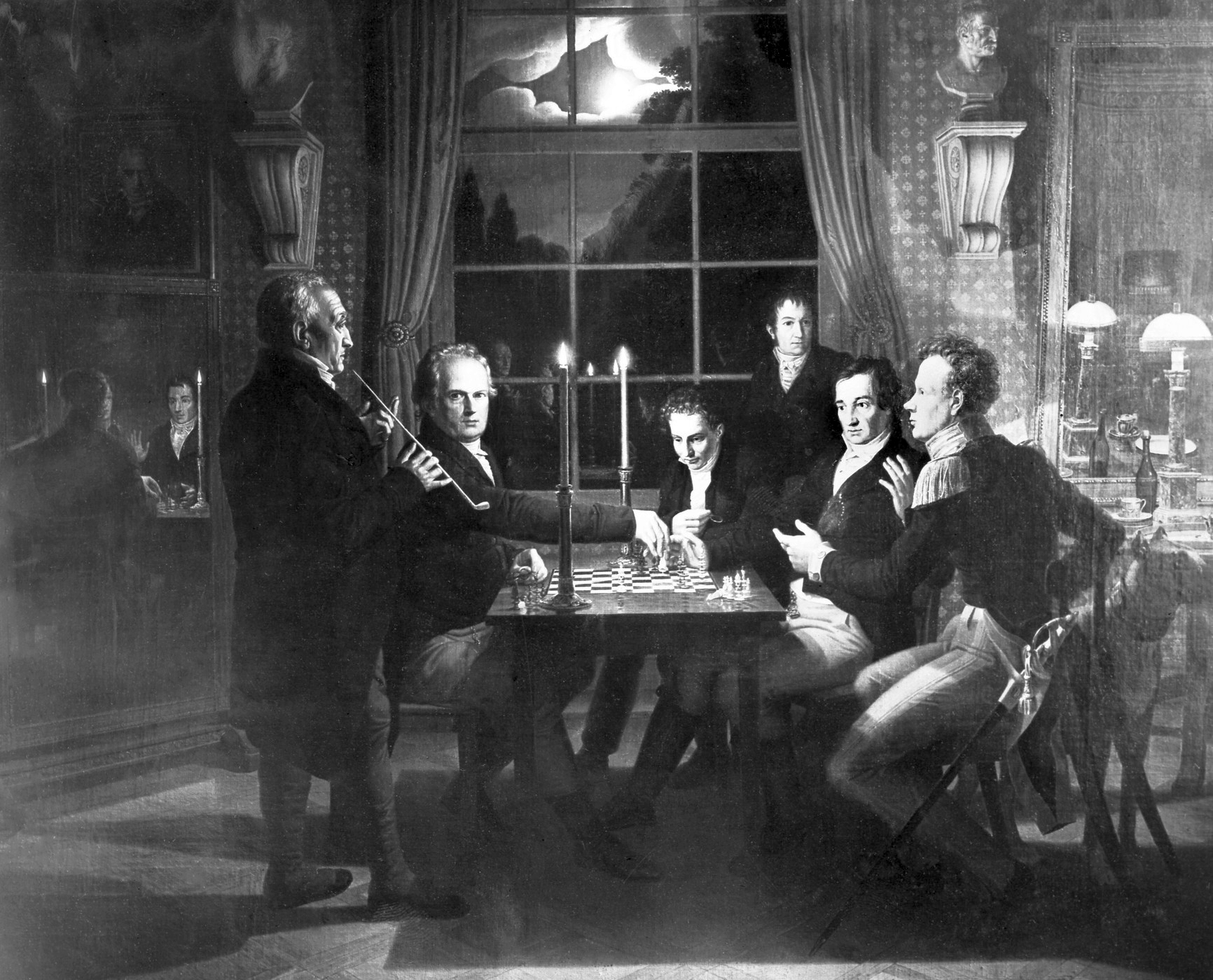
Вариант картины из Ганновера
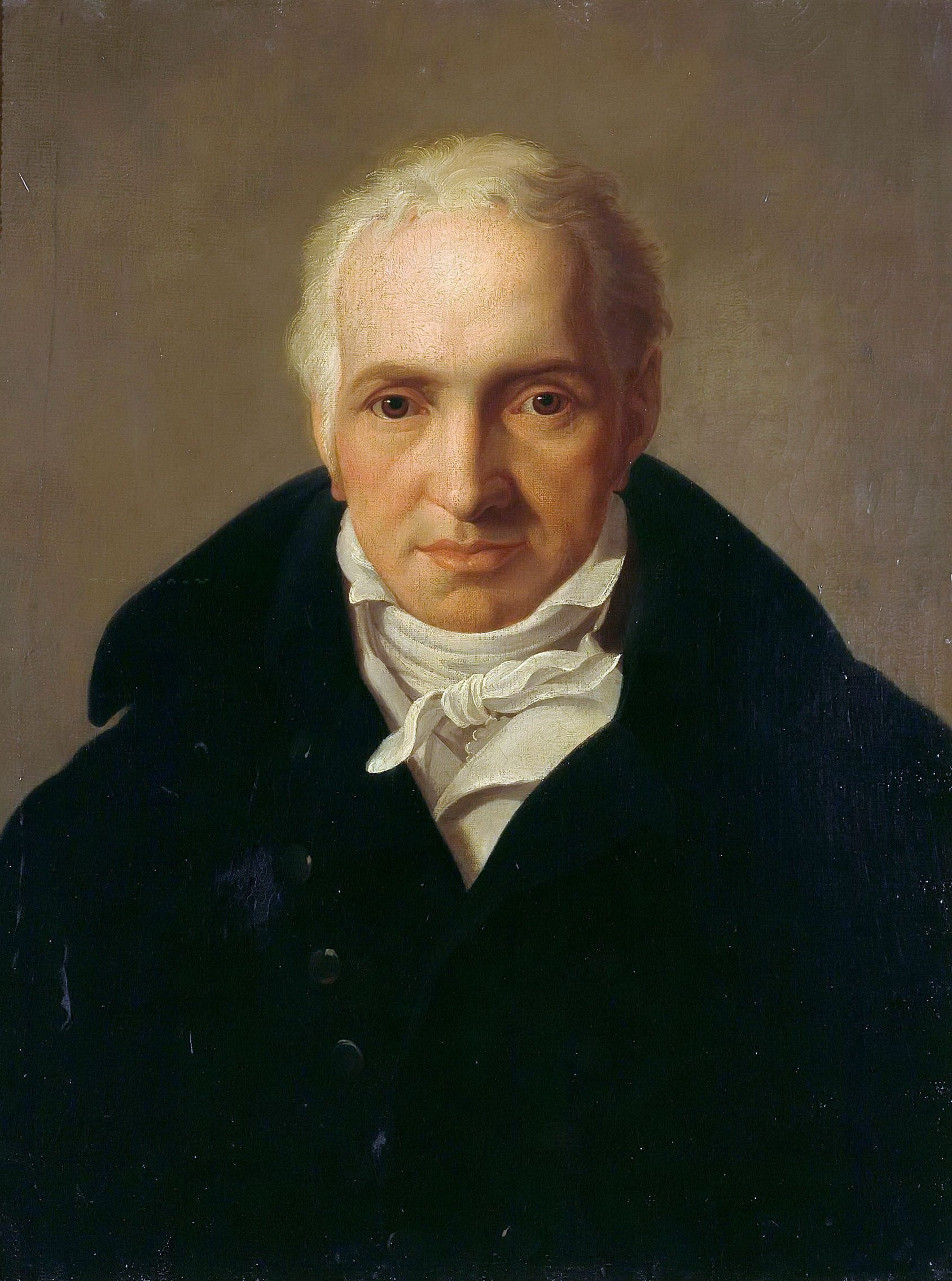
Фридрих Бури. Портрет художника-пейзажиста Януса Дженелли (именно этот портрет изображён на картине)
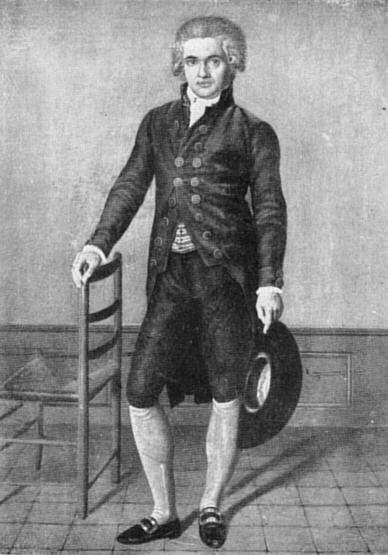
Иоганн Липс. Фридрих Бури
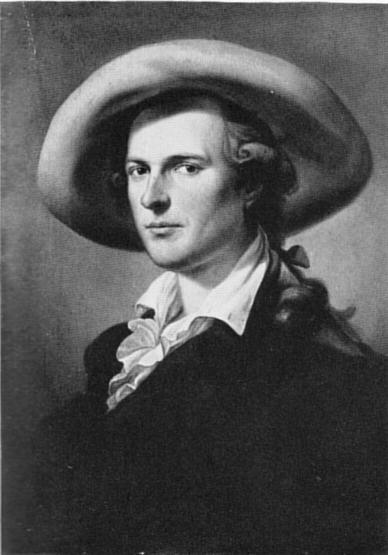
Фридрих Георг Вейч. Алоис Людвиг Хирт. 1817
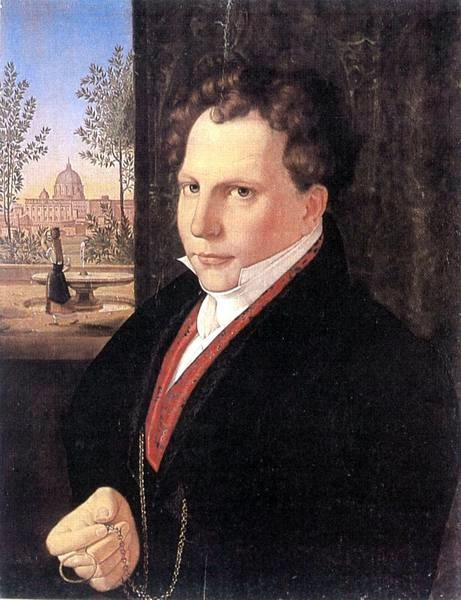
Иоганн Эрдман Хуммель. Густав Адольф Вильгельм фон Ингенгейм. 1840
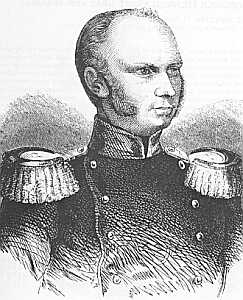
Фридрих Вильгельм фон Бранденбург
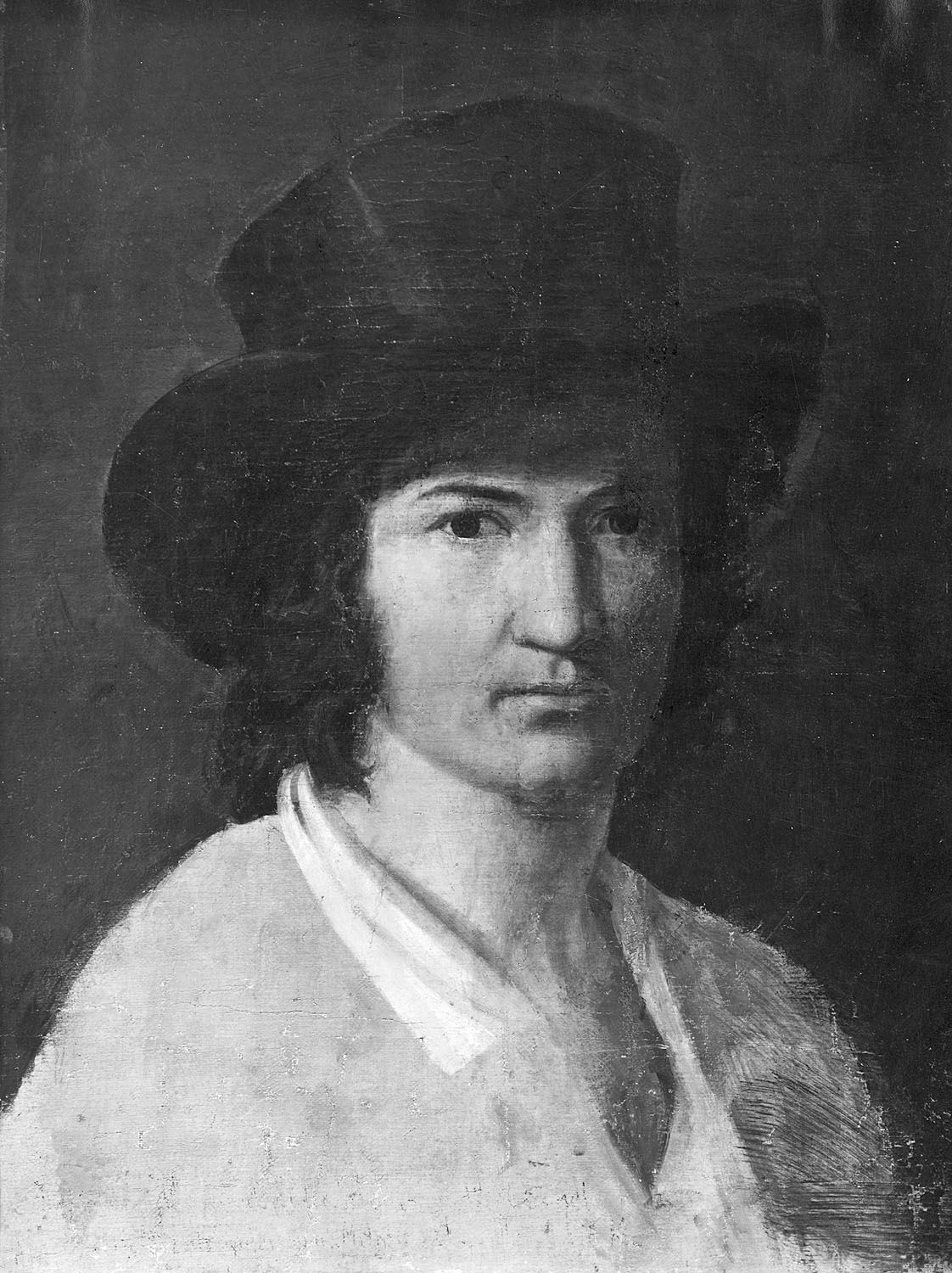
Иоганн Эрдман Хуммель. Автопортрет. 1795